# 中央 (守谷市)

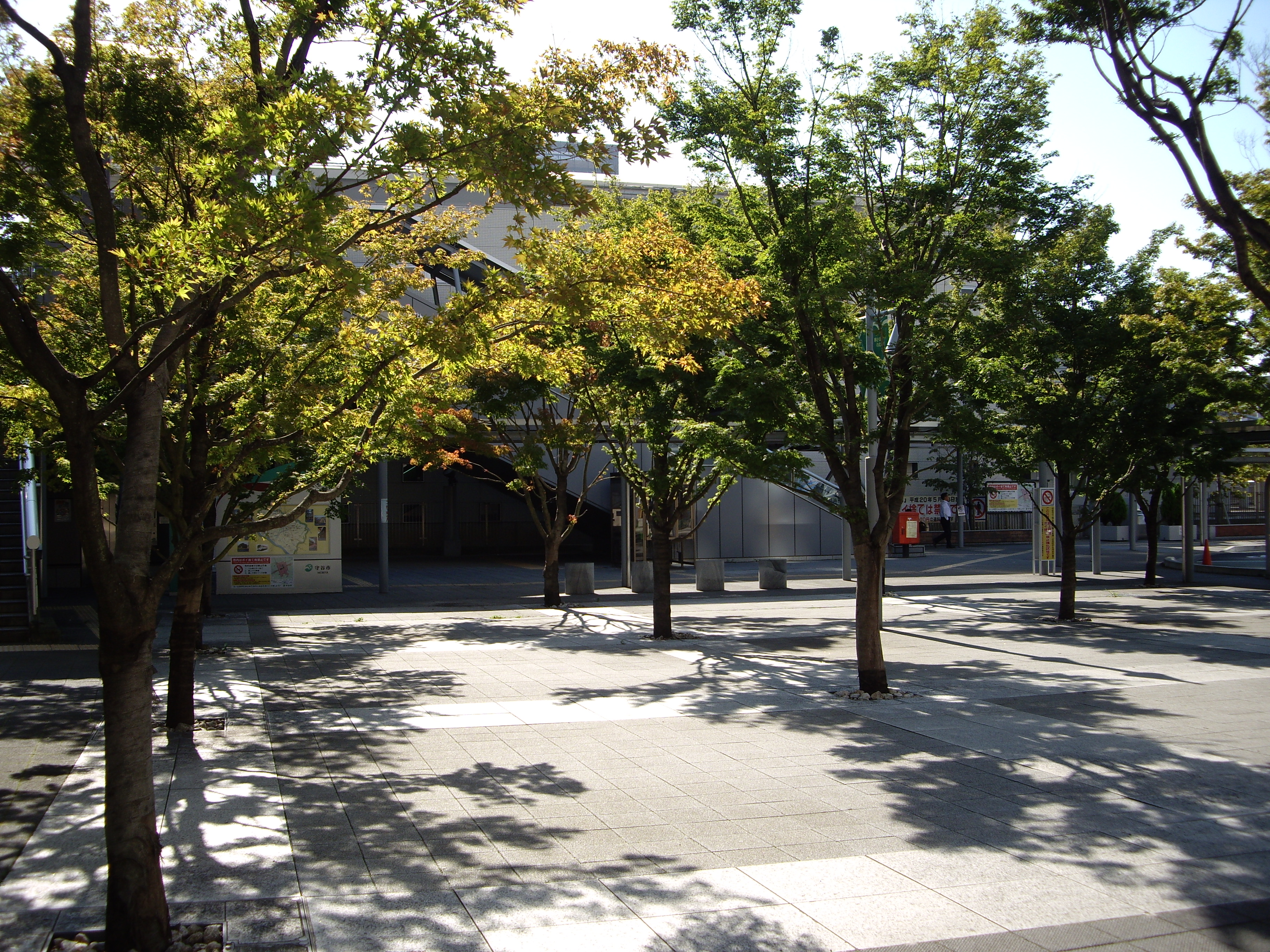
守谷駅中央東口（中央二丁目）

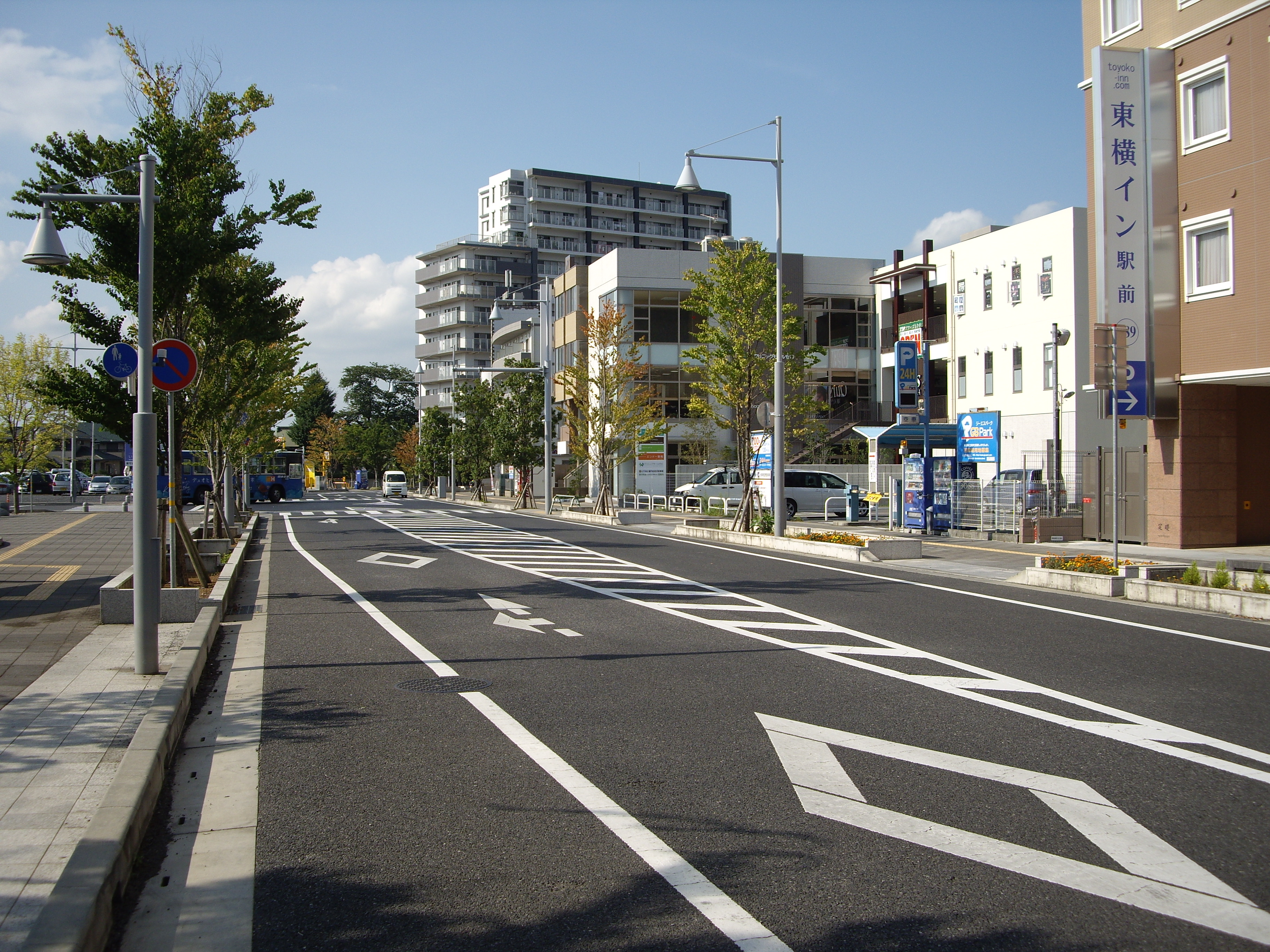
東口駅前通り（中央二丁目）

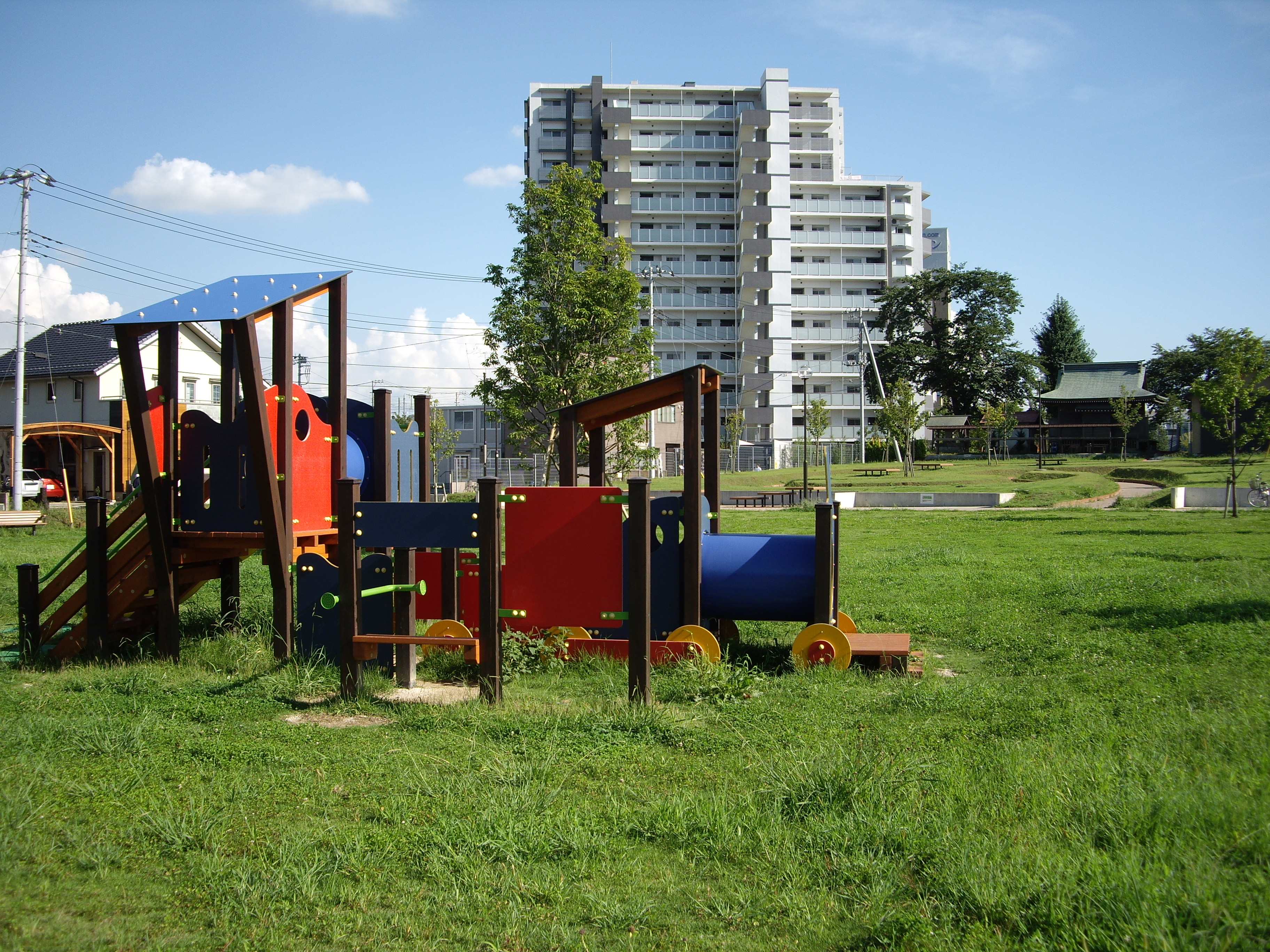
栄町公園（中央二丁目）

中央（ちゅうおう）は、茨城県守谷市の地名。郵便番号は302-0115。

## 地理
守谷市中央部に位置し、地域の中央に首都圏新都市鉄道つくばエクスプレス、関東鉄道常総線守谷駅がある。概ね首都圏新都市鉄道つくばエクスプレス、関東鉄道常総線が丁目の境となっており、守谷駅を囲むように、北西から時計回りに一丁目（中央西口側）、二丁目（中央東口側）、三丁目（八坂口側）、四丁目（土塔口側）となっている。また、東に隣接するひがし野とは同じ丁目同士が隣接しないように丁目設定がされている。地域内はクリニックモール、マンション、ビル、ホテル、銀行、住宅、駐車場が並び、現在も開発中である。
全域が駅周辺地区計画の対象地域となっており、建物の色彩などについて規制があるほか、ゆとりある街並の実現の為に、駅周辺地域としては珍しく165m2以上の敷地を確保することが義務付けられている。
東はひがし野、西は百合ケ丘、南は本町、北は松並と接している。

### 河川
- 古城川

## 歴史
元は旧守谷町の市街地の北西に位置する地域であった。1913年（大正2年）に関東鉄道常総線の駅が設置されてからは、二・三丁目に当たる部分は守谷町の市街地の北端部となり、一・四丁目に当たる部分は山林が主であったが、大半が1942年（昭和17年）に開設された海老原軍需工場就業者向けに形成された守谷市で最も古い新興住宅地｢海老原町｣となった。一丁目の北端部（旧:大字守谷字黒内・二ツ塚・新町裏）は土地区画整理事業に伴う再開発直前まで農地が主となっていたが、1993年（平成5年）に市街化区域に編入されている。
その後、首都圏新都市鉄道つくばエクスプレス開通に伴う再開発によりそれらは消滅し、全域が守谷市の中心市街地として整備が行われている。
また、土地区画整理事業終了に伴い、2010年（平成22年）2月27日に中央一丁目 - 四丁目が発足したことにより、（大字）守谷が消滅した。同時期に町内の公園の名称が、1号公園→中央黒内公園（黒内は旧小字）、2号公園→海老原町公園（海老原町は旧通称町名）、3号公園→栄町公園（栄町は旧通称町名）、4号公園→新町公園（新町は旧小字）、5号公園→土塔公園（土塔は旧小字）、6号公園→上町公園（上町は旧小字）に改称されて表示板が加えられたほか、区画整理事業開始後に設置された信号機に｢守谷駅東口北｣、｢守谷駅東｣、｢守谷駅東口南｣、｢上町｣、｢中央公民館前｣、｢森林公園北｣、｢守谷駅入口｣などの交差点名表示板の設置、区画整理によって誕生した通りに｢東口駅前通り｣、｢西口駅前通り｣の表示板の設置が行われるなど、町名の正式運用にあたって様々な整備が進められた。また、同年9月16日に、中央二丁目とひがし野一丁目との間に境界変更を行うことが決定され、中央二丁目2番地、27番地2、28番地、41番地2がひがし野一丁目に、ひがし野一丁目12番地、13番地1・2、14番地1・2・3・4、18番地1・2・3・4、38番地2・53・54・75が中央二丁目となった。

### 地名の由来
守谷駅があり、守谷市の玄関口・中心として位置づけられていることから｢中央｣とした。

### 沿革
- 1913年(大正2年)11月1日 関東鉄道常総線守谷駅が、北相馬郡守谷町大字守谷字新町甲2215番地2（現在の中央二丁目16番地1の一部[9]）に開設。
- 2005年（平成17年）8月24日 首都圏新都市鉄道つくばエクスプレス守谷駅が守谷市大字守谷甲2566番地1（現在の中央四丁目9番地）に開設。
- 2010年（平成22年）
  - 2月27日 守谷の全域より、中央一丁目 - 四丁目を新設。守谷市中央一丁目 - 四丁目となる。また、同時に（大字）守谷が消滅。
  - 3月 区画整理中に新設された交差点や道路に、交差点名や通り名の表示板の設置が行われる。また、地域内にある公園の名称を全て改称[10]。
  - 3月26日 中央一丁目 - 四丁目の全域で街区表示版の設置が行われる。
  - 9月16日 平成22年第3回守谷市議会定例会により、中央二丁目とひがし野一丁目との間で境界変更が決定される[8]。

### 町名の変遷
| 実施後     | 実施年月日    | 実施前（各小字ともその一部）                                                               |
| ---------- | ------------- | ------------------------------------------------------------------------------------------ |
| 中央一丁目 | 2010年2月27日 | 守谷字上裏・字上町・字黒内・字新町・字新町裏・字坂町・字土塔・字土塔前・字二ツ塚・字法花坊 |
| 中央二丁目 | 2010年2月27日 | 守谷字上町・字新町・字新町裏・字坂町・字土塔・字土塔前・字二ツ塚・字法花坊                 |
| 中央三丁目 | 2010年2月27日 | 守谷字上裏・字上町・字黒内・字新町・字新町裏・字土塔・字土塔前・字二ツ塚                   |
| 中央四丁目 | 2010年2月27日 | 守谷字上裏・字上町・字黒内・字新町・字新町裏・字土塔・字土塔前・字二ツ塚                   |

## 世帯数と人口
2025年（令和年）6月1日現在の世帯数と人口は以下の通りである。
| 丁目       | 世帯数    | 人口    |
| ---------- | --------- | ------- |
| 中央一丁目 | 473世帯   | 1,133人 |
| 中央二丁目 | 210世帯   | 430人   |
| 中央三丁目 | 252世帯   | 507人   |
| 中央四丁目 | 432世帯   | 748人   |
| 計         | 1,367世帯 | 2,818人 |

## 交通
地域内に、首都圏新都市鉄道つくばエクスプレス・関東鉄道常総線守谷駅がある。また、市内の各バス路線が地域内にある｢守谷駅西口｣、｢守谷駅東口｣から発車する。
また、現在は廃止されたが、大字守谷時代には以下のバス停留所が存在した。
- 守谷駅（現在の｢守谷駅東口｣停留所付近）
- 土塔（現在の守谷駅土塔口ロータリー内）

## 小・中学校の学区
市立小・中学校に通う場合、学区は以下の通りとなる。
| 丁目   | 番地   | 小学校     | 中学校     |
| ------ | ------ | ---------- | ---------- |
| 一丁目 | 全域   | 黒内小学校 | 守谷中学校 |
| 二丁目 | 8番地8 | 黒内小学校 | 守谷中学校 |
| 二丁目 | その他 | 守谷小学校 | 守谷中学校 |
| 三丁目 | 全域   | 守谷小学校 | 守谷中学校 |
| 四丁目 | 全域   | 黒内小学校 | 守谷中学校 |

## 施設
- 首都圏新都市鉄道つくばエクスプレス守谷駅 - 中央四丁目9番地
- 関東鉄道常総線守谷駅 - 中央二丁目16番地1
- TX AVENUE守谷 - 中央四丁目9番地
  - 三井住友銀行守谷支店
- つくば開成高等学校守谷学習センター - 中央一丁目20番地4
- 中央黒内公園 - 中央一丁目6番地（2,700m2・街区公園）
- 海老原町公園 - 中央一丁目13番地（1,661m2・街区公園）
- 栄町公園 - 中央二丁目6番地（3,500m2・街区公園）
- 新町公園 - 中央三丁目7番地（2,500m2・街区公園）
- 土塔公園 - 中央四丁目11番地（1,000m2・街区公園）
- 上町公園 - 中央三丁目19番地（1,088m2・街区公園）
- 千葉銀行守谷支店 - 中央一丁目23番地9
- 常陽銀行守谷支店 - 中央一丁目22番地10
- 水戸証券守谷支店 - 中央一丁目23番地1
- Ours MORIYA - 中央二丁目16番地1
- 東横INN守谷駅前 - 中央二丁目16番地9
- 英会話のジオス守谷校 - 中央一丁目20番地3
- 明治神宮 - 中央二丁目